# Shepsekare
Shepsekare o Shepseskere fou un faraó de la dinastia V de l'antic Egipte que va governar per pocs anys vers el 2360 aC (cronologia mínima).
El seu nom d'Horus fou Sekhemkhau ('El poder ha aparegut'); el seu Netsu-biti fou Shepseskere o Shepseskarat; el seu nom Sa Ra fou Nekheruser (Netkher-weserw); Manethó li diu Sisires. Apareix a la llista d'Abidos però no a la de Saqqara. També se l'esmenta al papir de Torí amb un regnat de 7 anys coincident amb el que li dona Manethó.
No se sap com va arribar al tron, però com que la família de Nefererkare va tornar a governar, se suposa que va poder ser un príncep reial que hauria pujat al tron per la minoria del cosí o nebot a qui corresponia legítimament.
S'ha conjecturat que es va poder casar amb Nimaathap II, que fou enterrada a Guiza, però no s'ha demostrat.
No se sap res del seu regnat. Un segell amb el seu nom d'Horus es va trobar a la part antiga del temple funerari de Neferefre. No se sap si va construir cap temple solar o alguna piràmide. En general, se li atribueix la piràmide inacabada d'Abusir, situada entre la de Sahure i el temple solar d'Userkaf, però no se sap segur, si bé, com que tots els altres faraons de la dinastia tenen atribuïda la seva piràmide, és molt probable. Aquesta piràmide, excavada a la dècada dels 80, sembla que fou feta amb molta ambició (hauria estat, almenys, la segona més gran després de la de Nefererkare, sinó la primera, amb una base d'uns 100 metres), però es va deixar de construir només començada, potser pel final del regnat del faraó i només en queden algunes restes i el forat on havia d'anar la cambra funerària.
El seu successor fou Neferefre.